# Mahmoud Asgari et Ayaz Marhoni
Mahmoud Asgari ; (en persan : محمود عسگری) et Ayaz Marhoni (en persan : ایاز مرهوني) sont deux adolescents iraniens de la province du Khouzistan qui ont été pendus publiquement pour viol sur mineur sur la place Edalat (« justice ») de Mashhad, dans le nord-est de l'Iran, le 19 juillet 2005. La nouvelle de l’exécution a été rendue publique, avec photos, sur internet, le jour même, dans un article en ligne de l'ISNA (Iranian Students News Agency) traduit en anglais et repris par l'association britannique gay OutRage!.
Cette affaire a mobilisé la communauté internationale eu égard à l'âge des garçons et au fait qu'ils auraient été condamnés à mort en raison de leur homosexualité, supposée ou avérée, et non pour le rapt et le viol d’un mineur de 13 ans, comme l'affirment les autorités iraniennes.
Avant leur exécution, Mahmoud et Ayaz avaient passé 14 mois en prison. Ils avaient, en outre, reçu 228 coups de fouet chacun, pour trouble de l'ordre public, consommation d'alcool et vol.
Le doute persiste au sujet de l’âge précis des garçons. Selon certaines sources, ils avaient respectivement 14 et 16 ans le jour de l’arrestation, et 16 et 18 ans à la date de l’exécution. D'autres sources indiquent qu'Ayaz Marhoni avait 19 ans et était donc majeur au moment des faits.